# Charaxes jasius
Pasha hai đuôi hay Hoàng đế cáo (Charaxes jasius) là một loài bướm ở vùng Địa Trung Hải và châu Phi.
Sải cánh dài 65–75 mm đối với con đực và 75–90 mm đối với con cái. Chúng bay quanh năm.
Cây chủ của sâu bướm là cây dâu tây Arbutus unedo.

## Hình ảnh

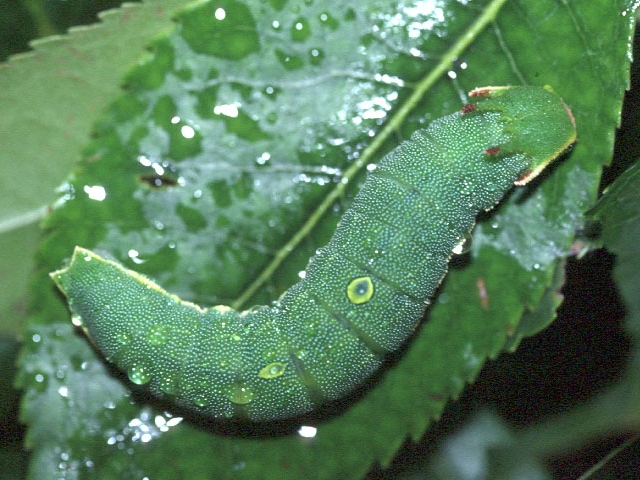
Sâu bướm
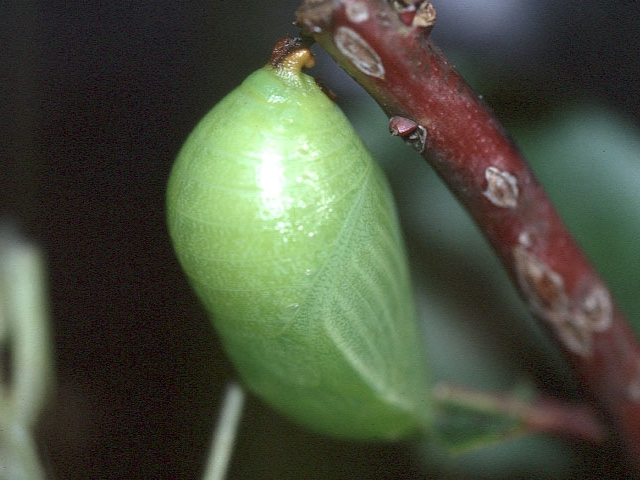
Nhộng
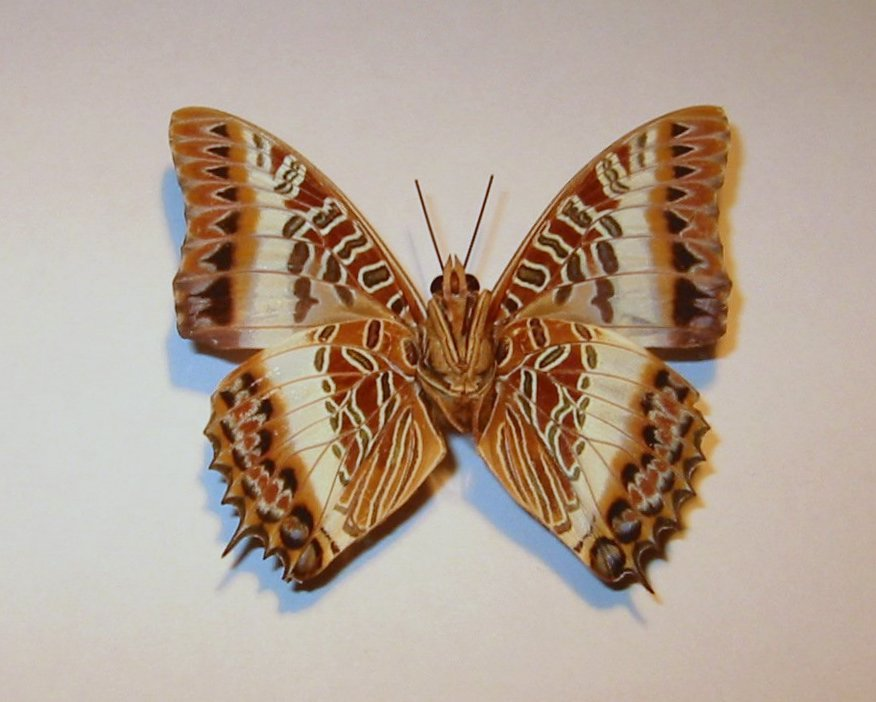
Phía dưới